# Muğla
Mugla (turecky Muğla, řecky Μούγλα) je město na jihozápadním pobřeží Turecka, které je hlavním městem stejnojmenné provincie.

## Historie
V starověku bylo toto území obývané Káry, přičemž se dostávalo pod vliv Řeků, kteří zde sídlili na nedalekém pobřeží a na ostrově Rhodos. Území později připadlo Peršanům, Makedoncům, obyvatelům Rhodu, kteří se zde pravděpodobně i usadili a později Římanům. Skutečné město zde však vzniklo až později, v 10. století, kdy se zde usadilo mnoho Řeků z nedalekého Dodekanésu, Peloponésu a také dalších egejských ostrovů. Během nadvlády Turků zde Řekové stále tvořili většinu. Řecká komunita se ve městě distancovala od místních Turků a tak se město rozdělilo na dva samostatné celky. Významná řecká komunita Muğly a celé západní Anatolie opustila tato území během řecko-turecké výměny obyvatelstva v roce 1923.

## Dnes
Dnes patří Mugla k malým tureckým městům na západním pobřeží. Má přibližně 64 700 obyvatel a její obchodní význam se po odchodu Řeků zmenšil. Sídlí zde však univerzita a město je zajímavé svou starou architekturou, která láká mnoho turistů. Ve městě můžeme navštívit i tradiční osmanský bazar, velkou mešitu Kurşunlu Cami z 15. století, lázně (Chammam) z 13. století, staré řecké a turecké čtvrti, věž s hodinami, kterou postavil místní řecký podnikatel v 19. století, či místní muzeum. Z Muğly pochází známá francouzská herečka řeckého původu Anna Mouglalis.